# Storia dell'Egitto ikhshidide
La storia dell'Egitto ikhshidide comincia con l'uccisione in un complotto di famiglia nel 904 di Abū Mūsā Hārūn, che portò per 12 giorni al potere lo zio Shaybān, costretto presto alla fuga per l'ingresso a Fustāt delle truppe califfali abbasidi.
Il Paese fu governato in pratica dall'antica famiglia al-Mādharā'ī, cui i califfi delegarono la raccolta di imposte e tasse d'ogni tipo a favore dell'erario di Baghdād.
Ai confini occidentali si rafforzava intanto la macchina propagandistica fatimide che tentò in due diverse occasioni di conquistare l'Egitto (914-5 e 919-21).
Tali sforzi furono vanificati da Mu'nis, comandante abbaside che fu per questo chiamato al-Muzaffar (Il trionfatore). Baghdād decise allora d'inviare uno dei suoi migliori comandanti che potesse stabilmente sovrintendere alla difesa dell'Egitto, stornando le minacce degli Ismailiti fatimidi.
Ripreso il controllo dell'Egitto, per circa un trentennio suo padrone divenne così Abū Bakr Muhammad ibn Tughj, più tardi insignito dal califfo con l'appellativo onorifico centro-asiatico di Ikhshīd (lett. "sovrano"). Ibn Tughj riuscì a esprimere una politica militare estremamente positiva. Respinse i tentativi fatimidi  e impegnò militarmente la dinastia hamdanide per porre sotto il proprio controllo la Siria meridionale e centrale.
Nel 946 Ibn Tughj morì e il suo successore, l'eunuco Abū l-Misk Kāfūr (lett. "Canfora, padre del Muschio"), reggente per il figlio di Ibn Tughj, Ūnūjūr e per un altro suo fratello, governò con grande efficienza l'Egitto.
I contrasti nell'esercito fra componenti africane di colore e turche esplose tuttavia con virulenza e tutto ciò, unitamente ad alcune gravi carestie, indebolì molto la compagine governativa, aprendo varchi all'azione fatimide che riuscì a portare dalla sua parte il vizir Yaʿqūb b. Killis, un convertito ebreo che guidava con grande capacità l'amministrazione del Paese.
La morte nel 968 del reggente spalancò quindi le porte ai Fatimidi, un esercito dei quali - guidato da Jawhar al-Siqilli (il Siciliano) - sconfisse le compagini ikhshididi nel 969 e s'impadronì dell'Egitto.

## Dinastia ikhshidide
```
└1┬
Abū Bakr Muhammad b. Tughj al-Ikhshīd
 (935-946)
  ├2─
Abū l-Qāsim b. al-Ikhshīd
 (946-961)
  └3┬
Abū l-Hasan b. al-Ikhshīd
 (961-966)
    └5─
Abū l-Fawāris Ahmad b. ʿAlī b. al-Ikhshīd
 (968-969) 
```

Il quarto sovrano ikhshidide fu Abū al-Misk Kāfūr, l'eunuco nero che era stato il tutore dei due figli di  Muhammad b. Tughj (966-968)